# Graminella microspora
Graminella microspora är en svampart som beskrevs av S.T. Moss & Lichtw. 1981. Graminella microspora ingår i släktet Graminella och familjen Legeriomycetaceae.   Inga underarter finns listade i Catalogue of Life.